# Nature Reviews Genetics
Nature Reviews Genetics — рецензований науковий журнал, що випускає видавництво Nature Portfolio один раз на місяць і містить в собі оглядові статті та нові наукові відкриття з теми генетики.
Згідно з Clarivate Analytics, коефіцієнт впливовості (імпакт-фактор, 5-ти річний) журналу на 2022 рік становив 53,1, що ставить його на 1 місце серед 175 журналів у категорії «Генетика та спадковість». Головний редактор — Лінда Кох.

## Цілі та сфера застосування
Nature Reviews Genetics охоплює всю наукову широту сучасної генетики.
- Геноміка: секвенування геному, геномні проекти, біоінформатика, геноміка раку, метагеноміка, фармакогеноміка, ресурси
- Функціональна геноміка: транскриптоміка, екрани функціональної геноміки, біоінформатика
- Еволюційна генетика: evo-devo, еволюція геному, порівняльна геноміка[en], популяційна генетика, філогенетика
- Технології: нові методи, експериментальні стратегії, терапія, прикладна генетика та геноміка, обчислювальна біологія
- Експресія генів: регуляторні елементи генів, транскрипційна та посттранскрипційна регуляція, регуляторні РНК, широкі перспективи регуляції генів, профілювання експресії генів, мережі регуляції генів
- Багатофакторна генетика: складні ознаки, стратегії картографування, технології, генетичні варіації
- Захворювання: ідентифікація гена захворювання, зв’язок між генотипом і фенотипом, молекулярна патологія генетичного захворювання, комплексне захворювання, сприйнятливість/резистентність до захворювання
- Біологія хромосом: елементи ДНК, теломери, центромери, мобільні елементи, стабільність хромосом, пошкодження ДНК, мейоз і мітоз, організація ядра, штучні хромосоми
- Епігенетика: метилювання ДНК, модифікація гістонів, структура хроматину, імпринтинг, ремоделювання хроматину, епігеноміка
- Біологія розвитку: патернування, диференціація, стовбурові клітини, репродуктивні технології
- Системи та мережі: системна біологія, біологічні мережі, синтетична біологія, моделювання
- Етичні (див. також Біоетика, Медична етика), правові та соціальні наслідки генетики та геноміки